# Martin XB-33
Martin XB-33 i Martin XB-33A – niezrealizowane projekty amerykańskich samolotów bombowych projektowanych w zakładach Glenn L. Martin Company z okresu II wojny światowej. XB-33 miał być dwusilnikowym, średnim bombowcem wysokościowym, a po anulowaniu tego projektu, XB-33A miał być ciężkim, czterosilnikowym bombowcem. Obydwa programy zostały anulowane we wczesnej fazie projektowej.

## Historia

### XB-33
Martin XB-33 (Martin Model 190) powstał w odpowiedzi na zapotrzebowanie United States Army Air Forces (AAF) na średni bombowiec wysokościowy. W zamierzeniu projektantów i AAF samolot miał zastąpić budowanego już Martina B-26. Prace nad nowym samolotem rozpoczęto w październiku 1940, według pierwszych planów przypominał on wyglądem lądową wersję łodzi latającej Martin PBM Mariner. Samolot miał ciśnieniowe kabiny załogi, podwójne stateczniki pionowe, jego napęd miały stanowić dwa silniki Wright R-3350 Duplex-Cyclone o mocy 1800 KM każdy. Szacowana rozpiętość skrzydeł maszyny miała wynosić 30,5 metra, a jej długość 22 metry. W miarę wzrostu zmieniających się wymagań AAF wzrastała także masa własna samolotu, aż do momentu, kiedy stało się oczywiste, że dwusilnikowa maszyna nie będzie w stanie zapewnić wymaganych osiągów AAF. Projekt został anulowany w tej formie i rozpoczęto prace nad jego następcą.

### XB-33A
Po anulowaniu oryginalnego projektu XB-33, w zakładach Martina rozpoczęto prace nad jego następcą, XB-33A który jako czterosilnikowy, ciężki bombowiec miał konkurować bezpośrednio z podobnymi konstrukcjami Boeinga i Convaira. Pierwsze plany i szacowane osiągi samolotu były na tyle obiecujące, że Martin otrzymał kontrakt AC-18645 na budowę dwóch prototypów (numery seryjne 41-28407 i 41-28408). Rozpiętość nowej maszyny miała wynosić 40,84 m, jej długość 24,33 m, a wysokość 7,31 metrów. Skrzydła miały powierzchnię 139,35 metrów kwadratowych, samolot miał być napędzany czterema silnikami Wright R-2600-15 o mocy 1800 KM każdy z turbosprężarkami General Electric CMC-3 dającymi maszynie pułap operacyjny wynoszący prawie dwanaście tysięcy metrów. Uzbrojenie obronne miało stanowić osiem karabinów maszynowych 12,7 mm w czterech, zdalnie kierowanych wieżyczkach.
Szacowana masa własna samolotu wynosiła 29.456 kg, maksymalna sama startowa 44.414 kg z ładunkiem bomb 4542 kg.  Zasięg samolotu przy prędkości przelotowej 390 km/h miał wynosić ponad 3200 km, a prędkość maksymalna była szacowana na 555 km/h.
Szacowane osiągi były na tyle imponujące, że AAF zamówił 400 samolotów, które otrzymały nazwę B-33 Super Marauder, zanim jeszcze ukończono prace nad dwoma prototypami. Samoloty miał być zbudowane w państwowej fabryce w Omaha, która była zarządzana przez Martina, ostatecznie projekt i zamówienie zostały anulowane, aby pozwolić fabryce na pełną produkcję powstających tam Boeing B-29 Superfortress.